# Хивренко, Виктор Иванович
Хивренко Виктор Иванович (6 февраля 1935, Кривой Рог, Днепропетровская область — 1 февраля 1992, Запорожье) — советский и украинский художник-живописец, член Союза художников СССР (1973), Заслуженный художник УССР (1989), член Национального союза художников Украины.

## Биография
Родился 6 февраля 1935 года в городе Кривой Рог. В 6 лет с семьёй переехал в Запорожье. С 15 лет работал токарем на заводе «Запорожсталь». Учился в вечерней школе и в студии художника Фёдора Шевченко.
В 1961 году поступает в Краснодарский педагогический институт на художественно-графический факультет, который окончил в 1966 году. Учился у Э. Кузьменко, И. Омиян, Г. Кравченко. После окончания вуза два года работал учителем, потом вернулся в Запорожье.
Умер 1 февраля 1992 года в Запорожье.

## Творческая деятельность
Виктор Хивренко работал в области станковой живописи, в жанре пейзажа, портрета, тематической картины. Свою первую картину «Хлеборобы» создал в 1969 году. Многие произведения художника были написаны по впечатлениям от пребывания в Карелии, где он часто проводил осень.
Участник областных и республиканских выставок, на его счету 48 республиканских и 3 всесоюзных выставки. Член Союза художников СССР с 1973 года.
Картины художника хранятся в музеях Запорожья, Донецка, Сум, в частных коллекциях в Германии, Греции, Украины.

### Картины
- Хлеборобы (1969);
- Космозеро (1973);
- Наш участковый (1973);
- Октябрьский день (1974);
- Северная граница (1974);
- В годы войны (1975);
- Старый Днепр (1976);
- К людям. Портрет художника М. А. Пашканиса (1977);
- Осенний лес (1977);
- На севере (1979);
- В мирные дни (1980);
- Весна в Седневе (1980);
- Строители (1981);
- Старший горновой Ванюхин (1983);
- Начало весны (1986);
- Плавни» (1991).